# کاوندیش (حوزه سرشماری)، ورمانت
کاوندیش (به انگلیسی: Cavendish) یک منطقهٔ مسکونی در ایالات متحده آمریکا است که در Cavendish واقع شده‌است. کاوندیش ۱٫۷ کیلومتر مربع مساحت و ۱۷۹ نفر جمعیت دارد و ۲۷۱٫۲۸ متر بالاتر از سطح دریا واقع شده‌است.